# Campolina
Campolinan är en hästras från Brasilien som fått sitt namn efter sin skapare Cassiano Campolina. Campolinan är en av de få hästraser i världen vars ursprung är så väl dokumenterat att man kan namnge precis alla de hingstar som formade det första officiella exemplaret av rasen. 
Campolinan är en nobel ras med ett mäktigt steg som är älskad som paradhäst och dressyrhäst i sitt hemland. Campolinan förekommer i alla färger och har en mankhöjd på ca 150-160 cm. Den innehar ofta en extra gångart utöver de tre naturliga, så kallat gaited.

## Historia
Cassiano Campolina startade aveln av denna ras 1857 på sin farm Fazenda Tanque i Entre Rios de Minas. Men det riktiga genombrottet kom inte förrän 1870 när han fick ett svart sto kallat Medeia i gåva av sin vän Antonio Cruz. Stoet var en brasilianskfödd Berberhäst med rötter från en andalusisk hingst som hade tillhört Dom Pedro II. Medeia födde en liten grå hingst som kallades Monarca. Monarca användes i 25 år som avelshingst för att forma Campolinarasen. Cassiano köpte sen in fem andra hingstar som också fick stå till grund för Campolinan. 
- Menelike, en anglonormandisk hingst för styrka.
- Golias, en Clydesdalekorsning för storlek
- Teffer, en Holsteiner för att utveckla ädlare rörelser och tävlingsinstinkter
- Yanke Prince, en american saddlebred för bättre gångarter.
- Rio Verde, en fullstammad hingst av rasen mangalarga marchador för att förädla rasen något och ge ett brasilianskt inflytande på rasen.

Rio Verde användes för att bättre utmärka rasens exteriör, som är av tydligt spanska och sydamerikanska influenser. Cassianos mål var att få fram en ras med flytande steg, pampigt utseende och med ett lugnt och fint temperament. Efter Cassianos död förbättrade man dock rasen ytterligare med bland annat mer inblandning av andalusier. Men stamboken stängdes 1934 helt för andra raser och då sattes rasstandarden som senare uppdaterades något 1975 efter att intresset för ridsport hade exploderat i landet, och sedan igen år 1993. 1938 startades den första rasföreningen för Campolinan, "The Professional Consortium of Campolina Horse Breeders" i Belo Horizonte. 
Idag finns ca 85 000 registrerade Campolinahästar och 7300 registrerade uppfödare för rasen. 4300 ston betäcktes år 2003 vilket gör rasen mycket livskraftig.

## Egenskaper

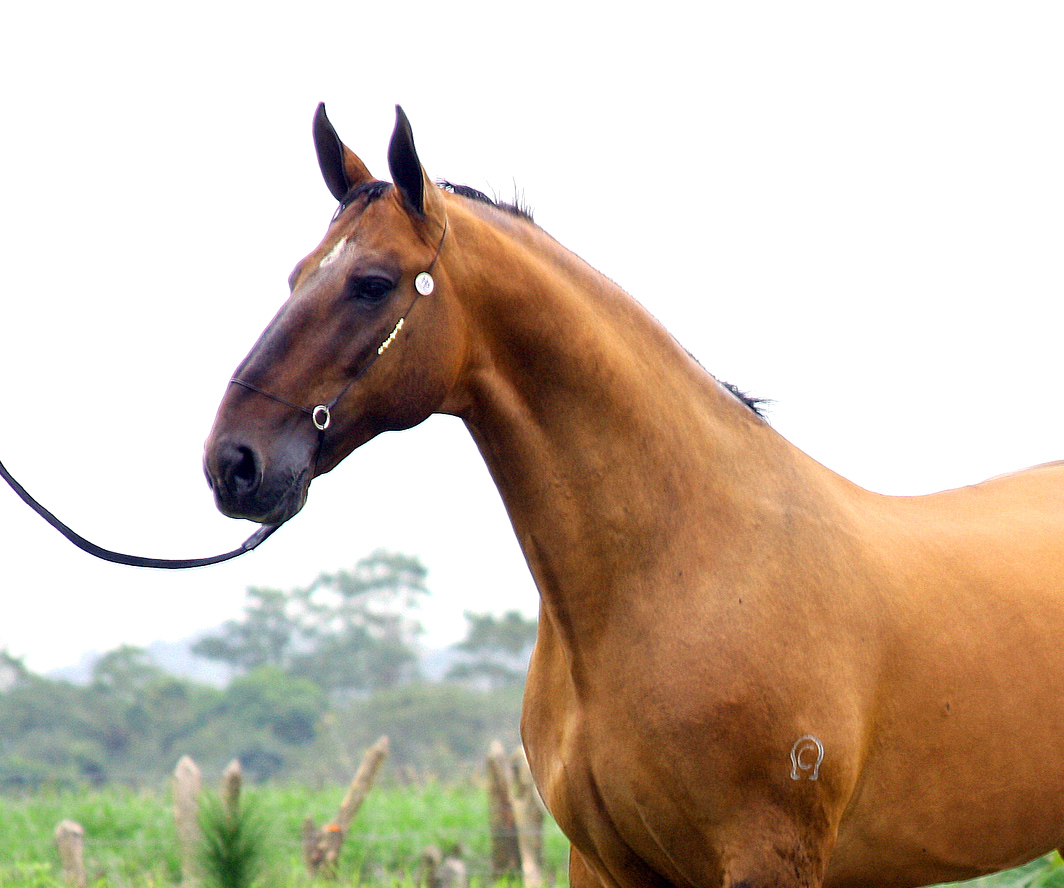
Campolinan ger ett nobelt intryck med det stora huvudet och långa spetsiga öron.

Campolinan blev precis det som Cassiano ville att rasen skulle bli. Den är nobel med ett stort huvud och maffigt steg. Den används både som kavallerihäst, ridhäst, körhäst och paradhäst och har ett flytande steg, samt en extra gångart som är bekväm för ryttaren att rida, och som oftast visas upp på uppvisningar. Gångarten har hästen troligtvis ärvt från mangalarga marchador och kallas därför Marcha, eller "marcha verdadeira".
Mankhöjden på rasen varierar något. Äldre stamböcker satte standarden på ca 145-152 cm medan den uppdaterade standarden säger 150-160. Campolinan förekommer i alla möjliga färger, men den mest populära är en silvergrå skimmelfärg. Borkfärgade hästar visar ofta upp primitiva tecken som ål (en mörkare rand längs hästens ryggrad) eller zebratecken på benen. Bland de brasilianska uppfödarna kallas dessa tecken oftast för "zippers" (dragkedjor).  
Arvet från Andalusiern och Berberhästen syns tydligt i hästens exteriör med jämnt musklad kropp, starka ben och en kraftig, muskulös hals. Huvudet är stort med en tydligt utåtbuktande nosrygg och öronen är långa och väl formade. Campolina-hästar kan brännmärkas med rasens cigill, ett C i en hästsko.

## Huvudformen och hälsorisker

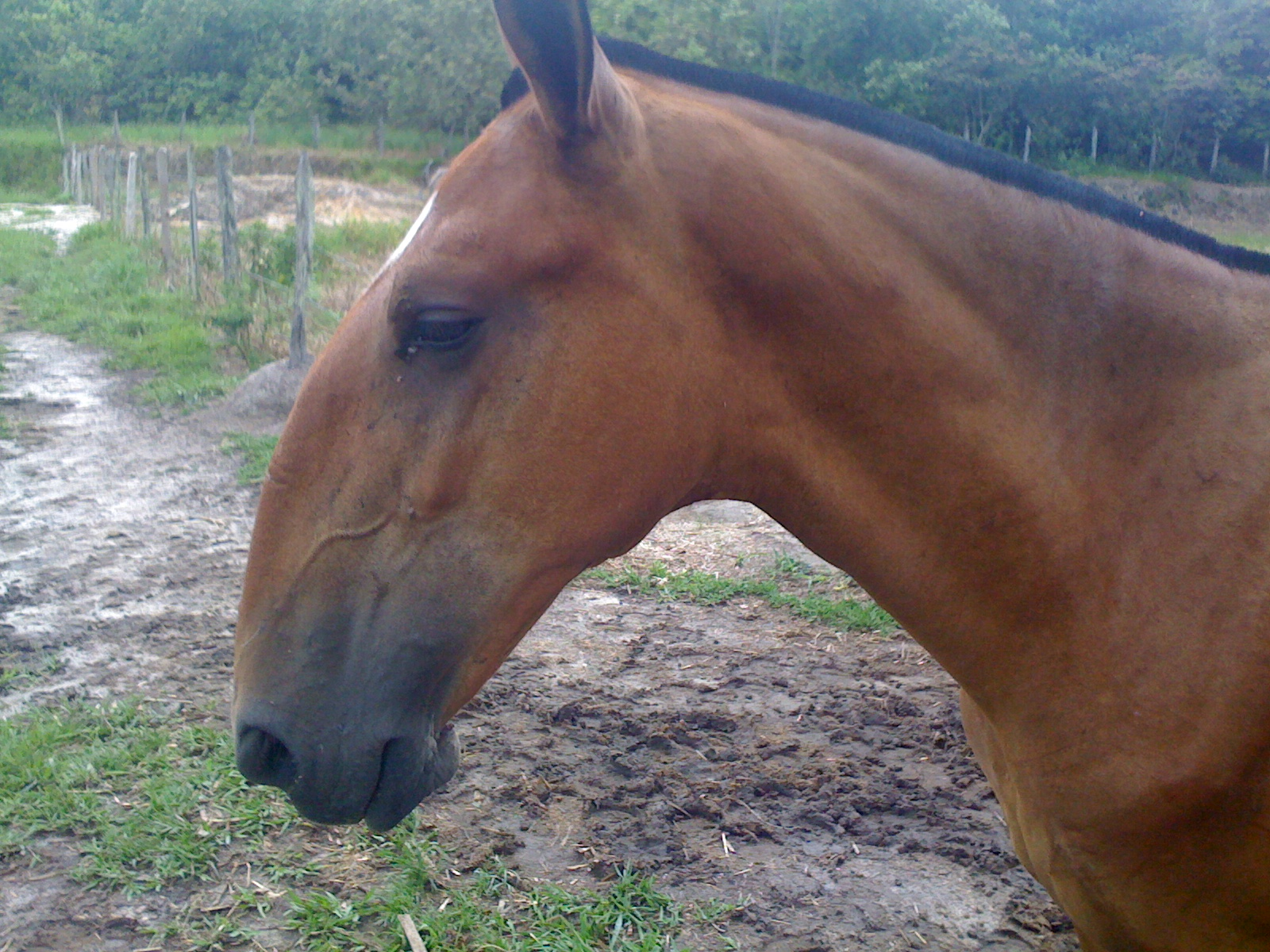
Felaktig avel har lett till att en del Campolinahästar utvecklar hyperkonvex nos, en extremt utbuktande nosrygg. Detta ger en känslig och svag nosrygg och dessa hästar är inte längre önskvärda i aveln.

Huvudformen hos Campolinan har varit ständigt diskuterad. Önskvärt är en triangulär huvudform med en utåtbuktande, konvex nosrygg. För hade uppfödarna ett annat ideal som ofta gav stora problem hos avkommorna. Bland annat var nosbenet mycket utmärkande medan pannan var platt och en kvadratisk form på nosen. Denna huvudform gjorde hästens huvud väldigt långsmalt men gjorde även att näsbenet blev mycket känsligare för slag och tryck. På grund av att uppfödarna avlade mycket dessa typer av hästar så har det även fötts hästar med hyperkonvex nos, det vill säga en mycket överdrivet konvex, utåtbuktande nosrygg. 
Dålig uppfödning kan även ge problem med en mycket smal och trång bröstkorg vilket i sin tur leder till otillräcklig muskulatur mellan hästens framben och mindre plats för hästens hjärta och lungor. Detta har framförallt märkts då man korsat Campolinan med den mycket nättare rasen Mangalarga marchador, en korsning som kallas Mangolina och som trots dessa problem blivit mycket populär. Hästarna ser därför baktunga ut med vek framdel. Detta ger även stötiga gångarter, och gör hästen obekväm att rida. 